# Fabián Ortiz de Pinedo
Fabián Ortiz de Pinedo (Vitoria, 1844-Madrid, 8 de enero de 1909) fue un periodista, escritor y dramaturgo español.

## Biografía
Este periodista, natural de Vitoria y que firmó en ocasiones con el seudónimo de Juan el Tozudo, fue director en Bilbao de El Porvenir Vascongado y redactor o colaborador en Madrid de publicaciones como La Discusión, El Reformista, El Federalista, La Paz, El Globo, El Día, La Correspondencia de España y El Liberal, donde, según Ossorio y Bernard, escribía a comienzos del siglo XX. Colaborador de El Descanso Dominical, fue condecorado con la Cruz de la Beneficencia por su trabajo tras la inundación de Consuegra. Como escritor, dio a la imprenta una obra titulada La isla de Cuba en la mano, y como dramaturgo fue autor de La libre elección, comedia en un acto. La Biblioteca Nacional de España conserva también parte de su correspondencia con el actor y empresario teatral Manuel Catalina. Falleció el 8 de enero de 1909 en Madrid y fue enterrado en el cementerio del Este.